# Pirelli Stadium
Il Pirelli Stadium è uno stadio calcistico situato nella città di Burton upon Trent (Inghilterra). L'impianto, contenente 6.912 posti a sedere, ospita le partite casalinghe del Burton Albion a partire dal 2005.
Lo stadio fece registrare il tutto esaurito nella partita di Conference del 17 aprile 2009 tra Burton Albion ed Oxford United, vinta dagli ospiti per 1-0; al termine di quella stagione il Burton ottenne la promozione in Football League Two (quarta divisione inglese).